# Javier Jáuregui
Xabier Jauregi Blanco o Javier Jáuregui Blanco (Tolosa, Guipúzcoa, 29 de enero de 1975) es un exfutbolista español. Jugaba como portero y su último equipo fue el Real Unión Club en la Segunda División de España.

## Trayectoria
Es un veterano portero que comenzó a jugar en el club de su ciudad, el Tolosa. Pasó por varios clubes vascos y llegó al Racing de Ferrol en 1999, club con el que ascendió a Segunda División, pasando después por SD Eibar y Córdoba CF. El año 2005 firmó por el Lorca Deportiva, que acababa de ascender a Segunda División.  Tras dos años en Segunda División y otro en Segunda División B defendiendo los colores blanquiazules y gracias a la precaria situación del equipo por la mala gestión de sus consejeros, obtiene la carta de libertad y ficha por el Real Unión de Irún.

## Clubes
| Club                    | País   | Años      |
| ----------------------- | ------ | --------- |
| Tolosa CF               | España | 1992-1993 |
| CD Logroñés B           | España | 1993-1994 |
| River Ebro              | España | 1994-1995 |
| CD Logroñés             | España | 1995-1997 |
| Aurrera Vitoria         | España | 1997-1999 |
| Racing de Ferrol        | España | 1999-2000 |
| SD Eibar                | España | 2000-2001 |
| Córdoba CF              | España | 2001-2005 |
| Lorca Deportiva         | España | 2005-2008 |
| Real Unión Club de Irun | España | 2008-     |